# Wednesday Addamsová
Wednesday Addamsová (nepřechýleně Wednesday Addams) je fiktivní postava z multimediální franšízy Addamsova rodina, kterou vytvořil americký karikaturista Charles Addams. Je zobrazována jako morbidní a emocionálně rezervovaná dívka, která je fascinována děsivými věcmi a jejími poznávacími znaky jsou bledá pleť a černé copánky.
Wednesday byla ztvárněna několika herečkami v různých filmech a televizních seriálech. V televizním seriálu Rodina Addamsova (1964–1966) a v televizním filmu Halloween with the New Addams Family (1977) ji ztvárnila Lisa Loringová. Christina Ricci si postavu Wednesday zahrála v celovečerních filmech Addamsova rodina (1991) a Addamsova rodina 2 (1993). Nicole Fugere se jako Wednesday objevila ve filmu Návrat Addamsovy rodiny (1998) a v televizním seriálu Nová Addamsova rodina (1998–1999). Nejnovější představitelkou této postavy je Jenna Ortega, která ji ztvárňuje v televizním seriálu Wednesday (2022).

## Původ
Členové Addamsovy rodiny se poprvé objevili v karikaturách The New Yorker v roce 1938. V těchto karikaturách však ještě neměli jména. Postava Wednesday Addamsové se poprvé objevuje ve vydání The New Yorker z 26. srpna 1944 v ilustraci s názvem: „Well, don't come whining to me. Go tell him you'll poison him right back." Když se měly postavy objevit v televizním seriálu z roku 1964, Charles Addams pojmenoval Wednesday podle říkanky Monday's Child: "Wednesday's child is full of woe". S nápadem na toho jméno přišla herečka a básnířka Joan Blakeová, známá Charlese Addamse. Wednesday je jedinou dcerou Gomeze a Morticie Addamsových a sestrou Pugsleyho Addamse. Dřívější díla ji zobrazují jako druhorozenou, zatímco pozdější díla zobrazují Wednesday jako prvorozenou.

## Vzhled a osobnost
Wednesday Addamsová je typická mladá dívka (v původním seriálu je jí asi 6, ve dvou původních filmech a animovaných filmech jí je 13 let, v seriálu Netflix je jí 15 nebo 16 let a v muzikálu Addamsova rodina je jí 18 let), která je posedlá smrtí a je popisována jako velmi chytrá dívka se zálibou v provádění podivných vědeckých experimentů. Wednesday dělá většinu svých experimentů na svém bratrovi Pugsleym Addamsovi, nejčastěji pro zábavu nebo za trest. Wednesday se o Pugsleyho stará, ale často je vůči němu nepřátelská a už mnohokrát se pokusila Pugsleyho zabít. Chová pavouky a zkoumá Bermudský trojúhelník. Kvůli své gotické osobnosti má tendenci lidi děsit.
Jejími znaky jsou bledá pleť, černé vlasy a dlouhé copánky. Málokdy dává najevo své emoce a je obecně zahořklá, často se dívá s prázdnýma očima bez emocí a jen zřídka mění svůj výraz. Wednesday obvykle nosí černé šaty s bílým límečkem, černé punčochy a černé boty. V televizním seriálu je její prostřední jméno „Friday.“  Toto jméno jí rodiče dali proto, že se narodila v pátek 13.
V seriálu ze 60. let je milá a je opakem svých podivných rodičů a svého bratra. I když je jejím oblíbeným koníčkem chov pavouků, je také baletkou . V pilotním díle je jí 6 let. Její nejoblíbenější hračkou je panenka Marie Antoinetta, kterou její bratr (na její žádost) dává pod gilotinu. Maluje také obrazy (včetně obrazu stromů s lidskými hlavami) a píše báseň věnovanou jejímu oblíbenému pavoukovi Homerovi. Wednesday je klamavě silná. Je schopná přimět svého otce svalit se k zemi pomocí juda. I když je posedlá smrtí, hrůzostrašnými věcmi a ráda bývá smutná, je také dobromyslná, často se usmívá a tančí a projevuje mírnou nechuť k mučení.
Ve filmu z roku 1991 je zobrazena temnějším způsobem. Projevuje sadistické sklony a temnou osobnost a je zde ukázáno, že má hluboký zájem o Bermudský trojúhelník (který zůstal nedílnou součástí jejích zájmů po celou dobu adaptací) a obdiv k předkovi (prateta Calpurnia Addams), která byl upálena jako čarodějnice v roce 1706. V pokračování z roku 1993 byla ještě temnější: pohřbila živou kočku, pokusila se gilotinou zabít svého bratříčka Puberta, zapálila tábor Camp Chippewa a (možná) vyděsila spolutáborníka Joela k smrti.
V animovaném seriálu a kanadském televizním seriálu Nová Addamsova rodina z 90. let má Wednesday svůj typický vzhled a radost z temnoty a mučení. Má souhlas svých rodičů svázat Pugsleyho k židli a mučit ho ohnivými železy a sekáčkem na led. V animovaných seriálech z 90. let se nikdo nesmí dotknout jejích copánků.
V muzikálu The Addams Family na Broadwayi je Wednesday 18 let a ve svých dalších vystoupeních má namísto copánků spíše krátké vlasy. Její sociopatické rysy byly zmírněny a je zamilovaná (a odhaleno, že i zasnoubená) s Lucasem Beinekem. V muzikálu je Wednesday starší než Pugsley.
V parodickém webovém seriálu Adult Wednesday Addams, má Wednesday znovu temnou, sociopatickou a sadistickou povahu (ačkoli stejně jako v originálech jsou jakékoli skutečné děsivé činy pouze naznačeny a mohou, ale nemusí se odehrávat mimo kameru) a její dlouhé copánky. Propojují se zde události z filmů a původních karikatur. Wednesday se zde sžívá s dospělostí poté, co se odstěhovala z rodinného domu. 
V animované verzi stejného titulu z roku 2019 má Wednesday i nadále bezcitnou povahu a sadistické sklony, snaží se pohřbít Pugsleyho a mučit spolužáka ve škole. Navzdory svým gotickým rysům je však také znuděná svým děsivým a bezpečným životem, protože chce vidět svět navzdory námitkám Morticie. To vede k tomu, že se spřátelí s Parkerem Needlerem a ti dva na sebe přehodí několik rysů toho druhého, přičemž Wednesday v jednu chvíli nosí barevné oblečení, i když se nakonec rozhodne, že se jí více líbí oblékání do tmavších barev. V pokračování z roku 2021 miluje i vědecké experimenty. Často se také cítí odpojená od zbytku své rodiny kvůli jejím rozdílům, později si ale uvědomuje, že být odlišná je „nejvíce Addamsová věc, která může jen být“ a začne tyto rozdíly milovat. Má domácího mazlíčka jménem Socrates. Její copánky v prvním filmu mají na konci smyčky a ve druhém díle závaží.